# Manoir Venelle-Dossin
Le manoir Venelle-Dossin est un édifice privé partiellement classé et inscrit monument hisrorique, situé sur le territoire de la commune d'Orbec, dans le département du Calvados, au sud du pays d'Auge, en Normandie (France).

## Localisation
Le monument est situé entre la venelle Dossin et la venelle des trois croissants, à proximité au sud du Vieux Manoir, devenu un musée, dans le centre d'Orbec.

## Histoire et architecture
(novembre 2022).
Au sommet de la tourelle décorée de sculptures de la même main que celle qui œuvra au Vieux-Manoir en 1568, une petite pièce ouverte, à la fois chambre de guet et belvédère, nommée oriol, signalait de manière bien visible la présence d'un propriétaire de qualité, François Morin, écuyer, sieur du Bosc et lieutenant général de cavalerie. Après la guerre de Cent Ans, une fois la paix revenue, Orbec prospère pour être finalement élevé au rang de  bailliage en 1583. Sa juridiction est à cette époque la plus importante de Normandie et la petite bourgade attire lettrés et bourgeois qui rivalisent de moyens pour y bâtir de belles maisons à pans de bois comme le manoir et de nombreuses autres encore existantes de nos jours.
L'escalier en vis encore présent, dans la tourelle classée monument historique, distribuait deux maisons implantées en équerre, dont l'une a disparu pour être remplacée partiellement par des bâtiments en brique.
Avec la partie conservée du manoir, c'est aujourd'hui un ensemble niché entre deux venelles qui donne sur un jardin entouré de murs et de grilles anciennes en fer forgé.
La tourelle d'escalier est classée au titre des Monuments historiques depuis le 10 août 1932, la façade du manoir à pans de bois donnant sur la venelle Dossin est inscrite depuis le 17 novembre 1932.